# 泉都
泉都（せんと）

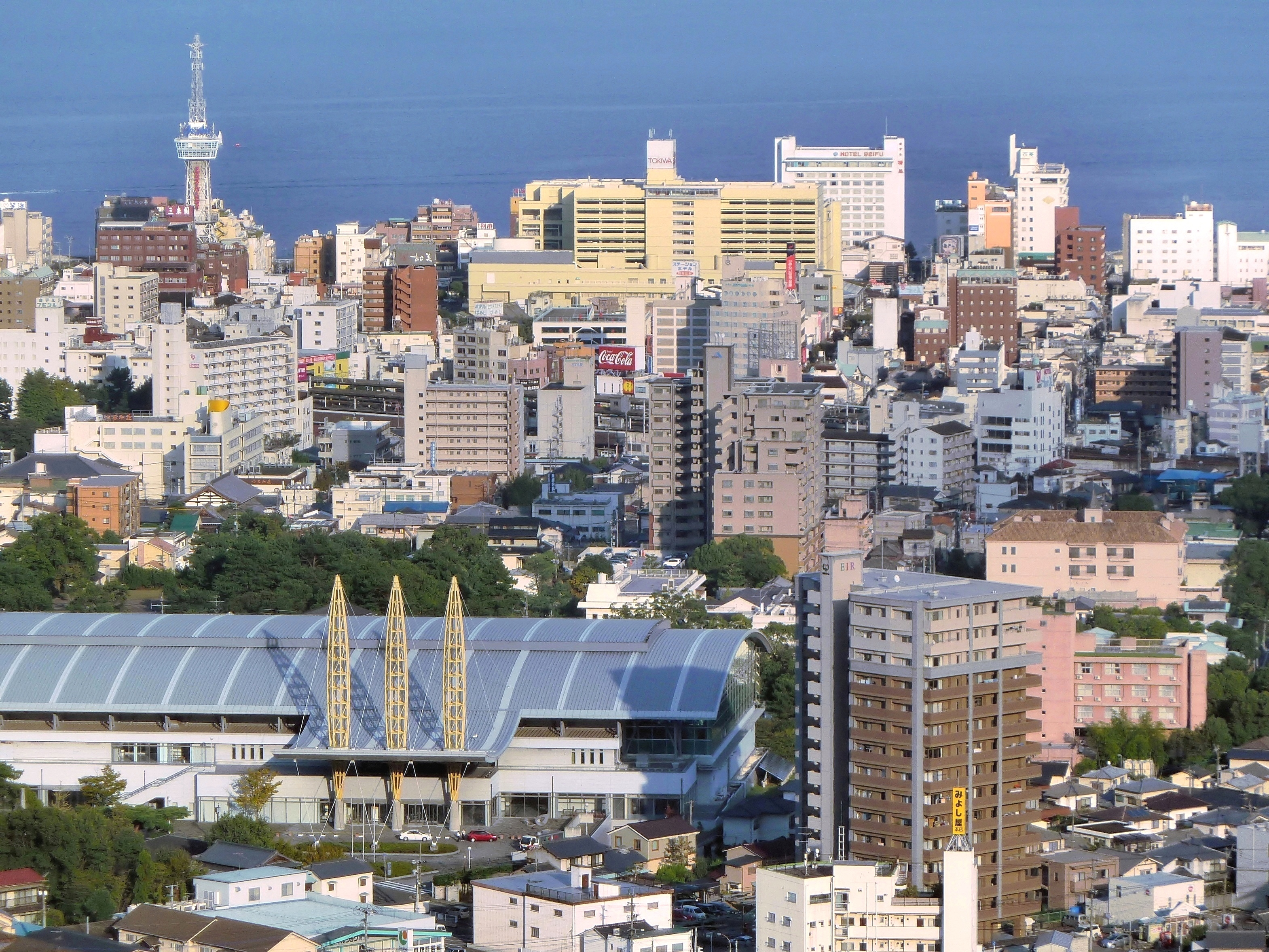
温泉街が発達し都市化した別府温泉の中心市街

- 大規模な温泉街を表す時に使われる通称。温泉都市の事。
特に、日本最大の温泉地の別府市や、伊東市、熱海市など、国際観光温泉文化都市に指定されている都市でよく用いられる。
山口県山口市の湯田温泉には『泉都町』という町名がある。
- 泉都 (城崎温泉) - 城崎温泉にある旅館。
- 大分県別府市で流通している地域通貨。以下本項で詳述。

泉都（せんと）は、大分県別府市で流通している地域通貨である。
別府市の地域再生計画「地域通貨を活用したまちづくり活動とONSEN・健康ライフの促進」により発行、総務省の「地域通貨システムモデル事業」に選定され、当初、住民基本台帳カードを利用した地域通貨としてスタートしたが、2010年4月に紙の「泉都券」のみの運用に移行。名称は「湯の町別府」を意味する「泉都」に、通貨の補助単位であるセントをかけたもの。別府市にはこのほかに「湯路（ユーロ）」という地域通貨があり、1つの地域に2つの地域通貨が存在する。

## 概要
別府市民向けの住民基本台帳カードのほかに、市民以外または15歳未満のための「一般カード」が用意されており、この2種類のICカードで管理されている。専用端末を用意できない施設の為に、紙幣版の「100泉都券」も発行。また、カードの発行時に「公的個人認証」を受ければ、インターネット経由で残高照会や口座間の移動が行える。
なお、一般カードや泉都券、各種パンフレットには、温泉卵を模した健康づくりキャラクター「温たま」が記載されている。

### 入手と利用
公園や海浜などの清掃活動、防犯・防災パトロール、スポーツ大会の運営ボランティア、温泉散策などのイベントに参加することで入手できる。
市営温泉や体育施設の利用、大分トリニータや大分ヒートデビルズの試合チケットに対する割引、オンパク（別府八湯温泉泊覧会）への参加、映画化や飲食店などでの利用が可能。また、温泉本や温泉タオル、ガラス細工や竹炭、めじろんグッズなどに交換することもできる。
同市の別の地域通貨「湯路（ユーロ）」や、熊本県阿蘇市の地域通貨「Grass（グラス）」との相互利用が可能である。
交換レートは、1湯路＝100泉都＝100Grass。

## 歴史

### 「湯路」の誕生
2003年4月、別府市では竹瓦温泉周辺のまちづくり活動の中で、油屋熊八の肖像を印刷した紙幣形式の「湯路」が誕生した。この「湯路」は、現在も社会貢献活動や地域の資源に立脚した地域通貨としてアチチ中央銀行から発行されており、別府八湯ウォーク参加者に配布されて地域の共同温泉を支え、近代化産業遺産の竹瓦小路アーケードの保存活動などにも役立てられたり、また、洒落を効かせたプロモーションなどで全国的にも注目されている。

### 「泉都」スタート
「湯路」によって地域通貨への理解も進んでいた中、カード形式の「泉都」の実証実験が開始された。
- 2005年7月　地域再生計画の一環として内閣総理大臣の認可がおりる
- 2005年11月　実証実験開始
- 2006年2月　事業開始
- 2006年2月　「Grass」との提携を記念し、別府駅や阿蘇駅などで、旅行者を対象に100泉都と100Grassを無料配布
- 2010年4月　カード形式の「泉都」から、紙の「泉都券」のみの運用に移行